# 施顏宗
施顏宗（1992年5月29日—）為前臺灣男子籃球運動員，場上位置為前鋒。

## 生平
施顏宗出身高雄，成長於單親家庭，畢業於新興高中國中部、三民家商、義守大學，高中才開始接受正規籃球訓練，綽號「阿飛」由教練謝玉娟取的，2015年夏天曾加入璞園青年籃球隊，9月在SBL超級籃球聯賽新人選秀會第一輪第一順位被臺北達欣工程選中，成為選秀狀元，2017年夏天左膝前十字韌帶斷裂，第15季SBL超級籃球聯賽報銷，2019年6月以2+1年合約加盟桃園璞園建築，2021年8月轉戰P. LEAGUE+桃園領航猿。2022年11月，桃園璞園領航猿宣布施顏宗以租借方式效力彰化柏力力參與第20季SBL超級籃球聯賽。2023年7月21日，璞園育樂宣布與施顏宗達成協議，雙方提前終止合約。9月14日，P. LEAGUE+新竹攻城獅宣布施顏宗加盟事宜。
2024年8月14日，施顏宗因涉入SBL假球案，涉嫌賭博及違反運動彩券發行條例等罪被移送彰化地方檢察署偵訊，訊後以新臺幣2萬元交保。8月19日，台灣職業籃球大聯盟新竹御嵿攻城獅得知施顏宗被偵訊一事後，宣布與施顏宗終止合約。10月11日，中華民國籃球協會決議註銷施顏宗的球員註冊。

## 外部連結
- 施顏宗的Instagram帳戶
- 施顏宗在P. LEAGUE+
- 施顏宗在Eurobasket.com（球員）（英语）